# Paata
Paata – miasto w Mikronezji, w stanie Chuuk. Według danych szacunkowych na rok 2008 liczy 2103 mieszkańców